# Dean Bombač
Dean Bombač, född 4 april 1989 i Koper, är en slovensk handbollsspelare (mittnia) som spelar för Győri ETO UNI FKC.
Bombač tävlade för Slovenien vid OS 2016 i Rio de Janeiro. Han var en del av Sloveniens lag som blev utslagna i kvartsfinalen mot Danmark i herrarnas turnering.

## Klubbar
- RK Koper (2007–2013)
- HK Dinamo Minsk (2013–2014)
- Pays d'Aix UCHB (2014)
- SC Szeged (2014–2016)
- Vive Kielce (2016–2018)
- SC Szeged (2018–2024)
- Győri ETO UNI FKC (2024–)